# Lagkada Trypis
Lagkada Trypis este o arie protejată (arie specială de conservare — SAC, sit de importanță comunitară — SCI) din Grecia întinsă pe o suprafață de 1.693,09 ha, integral pe uscat.

## Localizare
Centrul sitului Lagkada Trypis este situat la coordonatele 37°05′23″N 22°18′53″E / 37.089809°N 22.314613°E.

## Înființare
Situl Lagkada Trypis a fost declarat sit de importanță comunitară în aprilie 1997 pentru a proteja 3 specii de plante și 5 specii de animale. Situl a fost protejat și ca arie specială de conservare în martie 2011.

## Biodiversitate
Situată în ecoregiunea mediteraneană, aria protejată conține 6 habitate naturale: Lande oro-mediteraneene cu formațiuni endemice de grozamă, Pante stâncoase calcaroase cu vegetație casmofită, Peșteri inaccesibile publicului, Păduri de Platanus orientalis și Liquidambar orientalis (Platanion orientalis), Păduri de Quercus ilex și Quercus rotundifolia, Păduri de pin (sub-) mediteraneene cu pini negri endemici.
La baza desemnării sitului se află mai multe specii protejate:
- plante (3): Clinopodium taygeteum, Crepis crocifolia, Globularia stygia
- mamifere (1): vidră de râu (Lutra lutra)
- pești (1): Tropidophoxinellus spartiaticus
- reptile (3): șarpele cu patru dungi (Elaphe quatuorlineata), Testudo marginata, elaphe situla (Zamenis situla)

Pe lângă speciile protejate, pe teritoriul sitului au mai fost identificate 26 de specii de plante, 3 specii de amfibieni, 1 specie de mamifere, 7 specii de reptile.